# Dayanne Malamova
Dayanne Malamova (Roma, 3 febbraio 1999) è una modella bulgara naturalizzata italiana.
Appare per la prima volta nel 2016 su Malvie Magazine per poi aggiudicarsi numerose copertine come Glamour Magazine, L'Officiel e Vogue. È stata brand ambassador per il marchio di alta gioielleria Jacob&Co.